# Rudgea longicollis
Rudgea longicollis är en måreväxtart som beskrevs av Borhidi, E.Martínez och J.Linares. Rudgea longicollis ingår i släktet Rudgea och familjen måreväxter. Inga underarter finns listade i Catalogue of Life.